# Luciano Benjamín Menéndez
Luciano Benjamín Menéndez, dit Cachorro ou La Hiena de La Perla, né le 19 juin 1927 à San Martín et mort le 27 février 2018 à Córdoba, est un général argentin. 
De 1975 à 1979, il est le commandant du 3e corps de l'armée, basé à Córdoba. Il est ainsi le plus haut responsable de la répression mise en œuvre par la dictature militaire dans cette province. Il supervise notamment le centre clandestin de détention de La Perla.
Condamné à la prison à perpétuité pour crimes contre l'humanité en 2008-2009, il continue à revendiquer la « guerre sale » menée par l'armée argentine. Il meurt en détention.

## Biographie

### Sous la dictature
Au sein de la junte, Luciano Benjamín Menéndez faisait partie du groupe dit des « Durs », aux côtés des généraux Ramón Genaro Díaz Bessone, Santiago Omar Riveros et Carlos Guillermo Suárez Mason (en), qui s'opposaient au duo Videla-Viola, qui dirigèrent la junte, respectivement, de 1976 à 1980 et de 1980 à 1981. Tous ces généraux étaient toutefois unis dans la théorisation de la doctrine de sécurité nationale et de la « guerre sale » ainsi que de la mise en place d'un programme économique néolibéral.
Menéndez fut responsable du masacre de Las Palomitas (es) de juin 1976, au cours duquel douze détenus furent fusillés extra-judiciairement à Salta. Il a été condamné huit fois pour des crimes commis durant cette période, et a été également jugé pour sa participation au plan Condor. Il a par ailleurs été surnommé « la Hyène » car il était connu pour rire durant les séances d'interrogatoires ou était pratiquée la torture .
L'un des responsables de l'opération Soberanía lors du conflit du Beagle, en 1978, il était alors l'un des plus chauds partisans de l'entrée en guerre de l'Argentine contre le Chili, affirmant que les généraux argentins iraient boire du champagne « au palais de La Moneda » puis le « pisser dans le Pacifique »,.
En 1980, il s'opposa au général Viola, membre du triumvirat de la junte, s'alignant sur les positions de la revue national-catholique et antisémite Cabildo, en refusant la libération du célèbre journaliste d'origine juive Jacobo Timerman, obtenue sous la pression de l'administration Carter et de l'opinion mondiale,.
Son neveu, Mario Menéndez (en), était commandant des troupes argentines lors de la guerre des Malouines (1982) ; lui-même se rendit sans avoir tiré un seul coup de feu lors de cette guerre. Son oncle était Benjamín Andrés Menéndez, auteur d'un coup d’État (avorté) contre Juan Perón en septembre 1951.

### Transition démocratique
En 1983, peu de temps avant l'élection du radical Raúl Alfonsín à la présidence, Luciano Benjamín Menéndez déclara qu'il devenait membre du Parti fédéral, voulant ainsi continuer à agir sur la scène politique. De fait, il continua durant de nombreuses années à avoir une influence politique importante à Córdoba .
Mais le rapport de la CONADEP (Commission nationale sur la disparition des personnes, créée en 1983) enregistra plus de 3 000 cas (disparitions forcées, assassinats, tortures, etc.) dont avait été responsable le général. Celui-ci fut inculpé en 1988 de 47 homicides, 76 actes de torture (4 suivis de la mort du détenu) et la séquestration de quatre mineurs, mais la plupart de ces charges furent levées par la Cour suprême en raison de la loi d'amnistie de 1986 (Punto Final). Quelques jours avant l'ouverture du procès pour le reste des inculpations, le président Carlos Menem l'amnistia, en 1990, par un décret. Luciano Benjamín Menéndez considérait alors que la « guerre » continuait en Argentine sous une forme « silencieuse ».
En 1997, le magistrat espagnol Baltasar Garzón demanda, sans succès, l'arrestation et l'extradition de 45 militaires argentins, ainsi qu'un civil, inculpés de génocide, terrorisme d'État et torture, dont le général Luciano Benjamín Menéndez. L'année suivante, celui-ci créa un parti néofasciste, appelé Nuevo Orden Republicano (Nouvel Ordre Républicain).
Le 27 juillet 2003, le président Néstor Kirchner (centre-gauche) promulgua le décret 420/203 qui modifiait les critères de rejet des extraditions, en rendant obligatoire l'inculpation en Argentine afin d'éviter toute extradition. En août, le président du gouvernement d'Espagne, José María Aznar, ordonna à la justice espagnole de mettre fin à ces requêtes, ordre qui fut annulé en 2005 par le Tribunal Suprême de l'Espagne .

### Emprisonnement
À la suite de l'inconstitutionnalité déclarée des décrets d'amnistie, en 2004, par la Cour suprême, Luciano Benjamín Menéndez fut condamné le 24 juillet 2008 à la prison perpétuelle pour crimes contre l'humanité, en particulier la disparition forcée de trois militants du Parti révolutionnaire des travailleurs (PRT) au centre de détention de La Perla: au lieu d'être simplement assigné à résidence, il fut à compter de ce jour incarcéré dans une prison ordinaire. 
Il a été condamné à nouveau, en août 2008, par la cour d'appel de Tucumán, avec le général Antonio Domingo Bussi, pour l'assassinat du sénateur péroniste Guillermo Vargas Aignasse (en) (disparu en 1976), puis, pour la troisième fois, en décembre 2009. La disparition forcée du sous-commissaire Ricardo Fermín Albareda, le 25 septembre 1979, qui militait par ailleurs au PRT, était au centre de ce dernier procès; ce cas avait déjà suscité l'ouverture d'un procès dans les années 1980, clôt par les lois d'amnistie de 1986-87 (Punto final et Obediencia debida). Le colonel Rodolfo Campos, alors responsable de la police, et les policiers César Cejas et Hugo Britos, furent aussi condamnés lors de ce procès; l'ex-policier Miguel Gómez fut condamné à 16 ans de prison (le procureur réclamait 23 ans), tandis que l'ex-policier Calixto Flores, inculpé dans d'autres affaires, fut acquitté. Tous ces policiers étaient membres du Departamento de Informaciones, le service de renseignement de la police provinciale, qui contrôlait un centre clandestin de détention, où fut tué le sous-commissaire Fermín. 
Luciano Benjamín Menéndez devait encore répondre de plusieurs autres affaires, dont notamment un procès à Córdoba, où il est inculpé aux côtés du chef de la junte Jorge Videla et des « groupes de travail » du Destacamento de Inteligencia 141 et du Département d'Information (D2, police politique) de la police provinciale.